# Vervio
Vervio ist eine Gemeinde (comune) in der italienischen Provinz Lombardei im Veltlin.

## Lage und Einwohner
Die Gemeinde liegt rund 35 Kilometer nordöstlich von der Provinzhauptstadt Sondrio an der Adda und 8 km von Tirano am Fuße des Monte Masuccio (2816 m ü. M.). Die Gemeinde hat 204 Einwohner (Stand 31. Dezember 2024).
Die Nachbargemeinden sind Brusio (CH-GR), Grosotto, Lovero, Mazzo di Valtellina, Sernio, Tirano und Tovo di Sant’Agata.

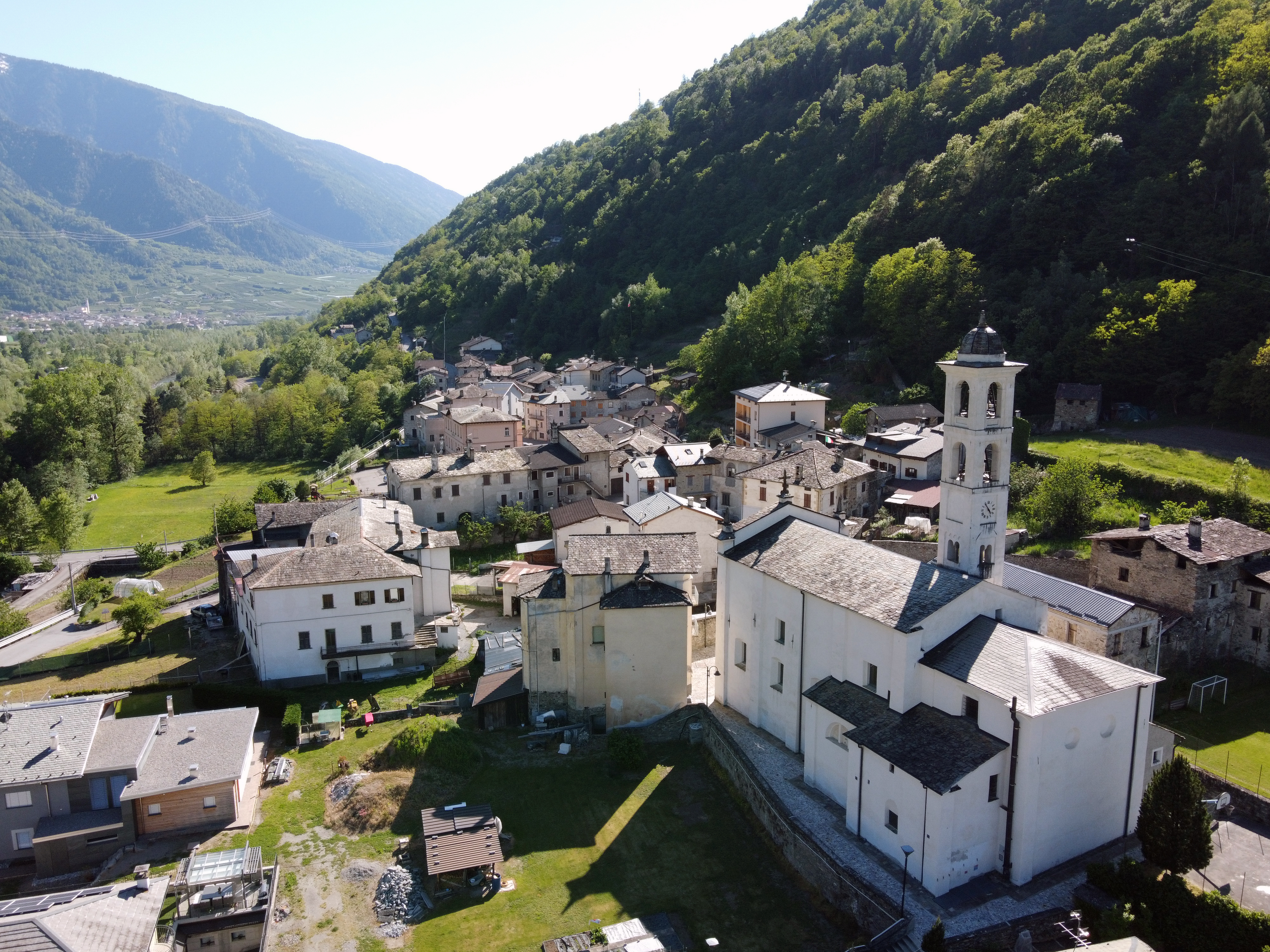
Panorama

### Bevölkerungsentwicklung
Die Bevölkerung hat seit der Volkszählung von 1921 bis heute um rund 80 % abgenommen.

### Verkehrsanbindung
Vervio liegt an der Staatsstraße 38 die nach Bozen und Lecco führt. In Tirano führt ein Seitenast in die Schweiz. Der nächste Bahnanschluss ist in Tirano. Dort hat man Verbindung nach Sondrio und weiter mit der Veltlinbahn nach Lecco und mit der Berninabahn in die Schweiz.

## Geschichte

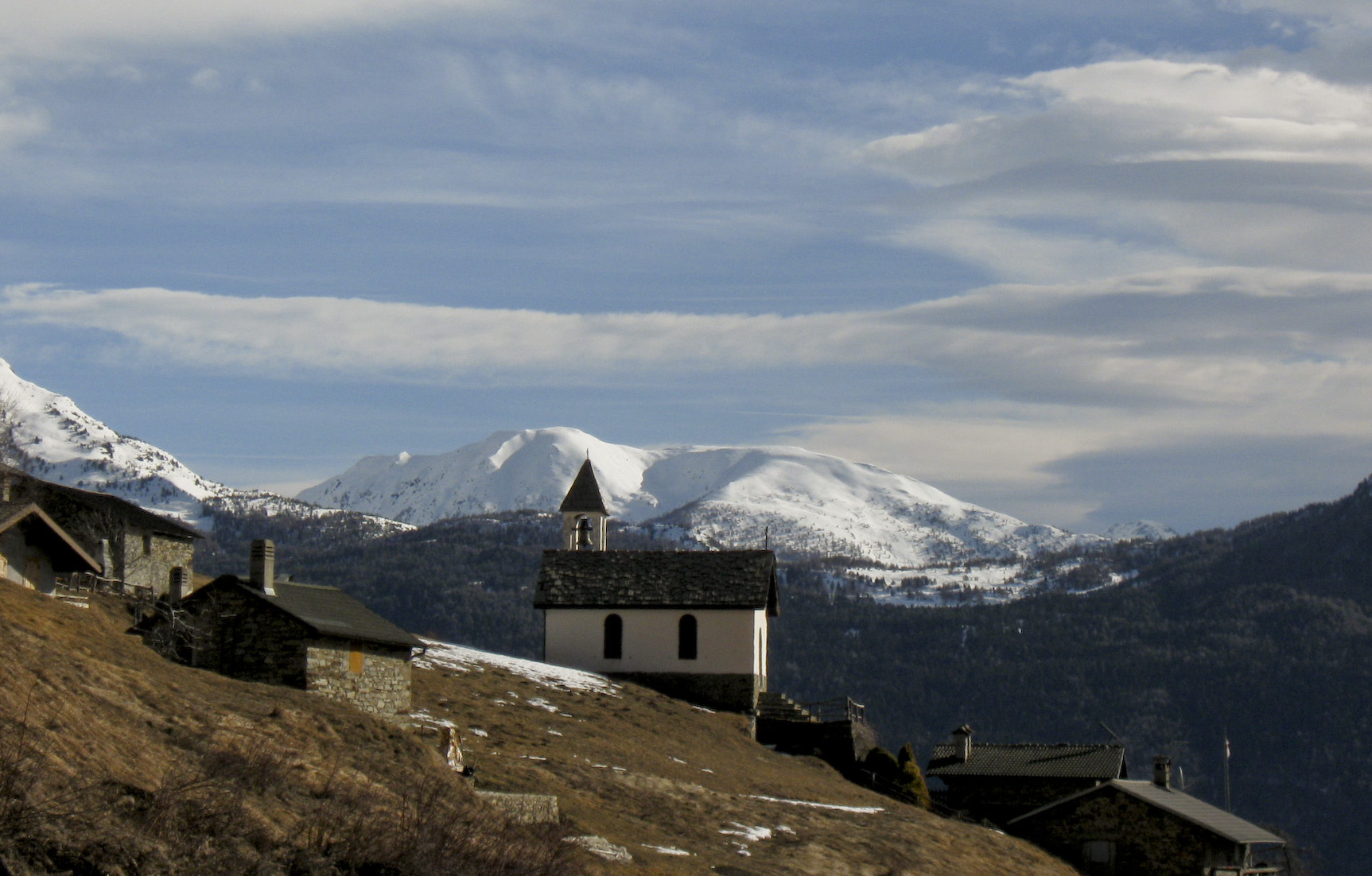
Kirche auf der Alp Susen

Das um das Jahr 1000 gegründete Dorf war ein Lehnsgut der Familie Venosta. Nach den Abhängigkeiten der Pieve di Mazzo folgten die gleichen politischen Ereignisse. Obwohl es sich um ein kleines Dorf mit rein ländlicher Natur handelt, gibt es einige Überreste von Herrenhäusern, die der Familie Lavizzari gehören.
Die Pfarrkirche Sant’Ilario wurde im vierzehnten Jahrhundert erbaut, weist aber Spuren späterer Veränderungen auf. Der barocke Glockenturm verdeckt jedoch nicht den ursprünglichen romanischen Turm, der im 17. Jahrhundert umgebaut und erhöht wurde. Im Inneren des Gebäudes befindet sich ein geschnitztes und bemaltes Triptychon aus dem 16. Jahrhundert. In der Nähe des Friedhofs befindet sich die Kirche Sant’Antonio da Padova.

## Tourismus
Vom bewohnten Zentrum aus kann man bis zum Ortsteil Rogorbello (750 m.ü. M.) hinauffahren, wo sich eine barocke Kirche befindet, die San Sebastiano gewidmet ist. Von hier aus lässt sich das Dorf Le Piane erreichen, wo es hauptsächlich während der Sommersaison bewohnte Hütten gibt. Weiter führt die Auffahrt zu den Maggenghi di Susen, wo sich eine kleine Kirche aus dem Jahr 1948 befindet, die nach der Madonna delle Grazie benannt ist. Das Volksfest (Fest von Susen) ist ihr gewidmet, gefolgt von den Bewohnern, das am ersten Sonntag im August stattfindet.
Weiter auf einem Feldweg erreicht man die Hütte und den Schutz der Alpe Schiazzera (2050 m.ü. M.), die in den Sommermonaten ein beliebtes Ausflugsziel ist. Die Schutzhütte, die der Gemeinde gehört, ist das Ergebnis der Umstrukturierung einer ehemaligen Kaserne der Guardia di Finanza im Jahr 1997. Die Aktivitäten der Guardia di Finanza waren in den Jahren des Schmuggels sehr intensiv, denn die Alpe bot den spalloni eine relativ leichte Passage ins Val Poschiavo (über den Passo del Portone) und in das nahe gelegene Valle Piana, seitlich des westlichen Val Grosina. Von hier aus kann man das Val Poschiavo auf verschiedene Arten leicht passieren.